# Directorio temático especializado
Los directorios temáticos especializados son servicios de Internet que apoyan el descubrimiento sistemático de recursos de una materia concreta. Estos ofrecen enlaces a recursos, los cuales pueden abarcar documentos, objetos, sitios o servicios, entre otros. Siendo accesibles principalmente a través de Internet. El servicio se basa en la descripción de recursos aportados por  usuarios expertos.

## Concepto
Los directorios temáticos surgieron de forma paralela junto a Internet y a los motores de búsqueda para solucionar las necesidades informativos de los usuarios, de algún modo, competían con los motores de búsqueda. Es por eso que la historia de los directorios temáticos no se entiende sin los mencionados anteriormente.
Durante la década de los noventa surgen los motores de búsqueda y los directorios temáticos, que más tarde se especializaron hasta convertirse en directorios temático especializados. Los directorios temáticos especializados surgieron justo después de la aparición de los directorios temáticos con el objetivo de mejorar y perfeccionar ciertas áreas, como la ciencia, el arte, etc. y para informar a los usuarios de forma más exhaustiva.
Los directorios temáticos especializados fueron muy populares en los años 90 debido a la sencillez de su estructura, sus criterios de calidad, el uso de metadatos y la información rigurosa que proporcionaban, generalmente su función era puramente informativa de ámbito generalista, sin embargo pese a la sencillez de la estructura su manufactura por expertos humanos era más compleja, llegando a dejar de ser actualizados. Actualmente tanto los directorios temáticos, como los especializados han perdido importancia dentro de Internet, llegando a estar obsoletos o incluso  la mayoría de ellos tendiendo a la desaparición, debido a que se llegaron a considerarlos inestables.

## Características
- Especificidad temática. Los DTE albergan exclusivamente recursos pertenecientes a un ámbito temático concreto preestablecido, aunque se pueden encontrar enfoques «genéricos». El grado de especificidad varía, pero comprende básicamente las disciplinas académicas o la práctica profesional.[2]
- Aplicación de criterios de calidad en la selección y análisis de la información que incorporan: los procesos de selección y pertinencia vienen proporcionados por especialistas humanos, no por motores de búsqueda. Los tipos de recursos susceptibles de ser incorporados a los portales temáticos son artículos de revistas electrónicas, libros digitales, informes, software educativo y bases de datos bibliográficas en línea. Por otra parte, los criterios estrictos de selección de recursos son aquellos que cumplen con la satisfacción del usuario/cliente.
- Clasificación, indización y descripción de los recursos por expertos humanos. Los tipos de clasificación de los recursos varían en complejidad según el número y extensión de las categorías empleadas para organizar por materias los contenidos incluidos en el portal. Algunos de los DTE proporcionan un acceso por materias usando herramientas de control terminológico y vocabularios controlados, bien sean esquemas clasificatorios, encabezamientos de materia o tesauros que permiten una presentación jerárquica así como la búsqueda temática por términos controlados vinculada a la propia estructura del tesauro.[1]
- Especificaciones sobre su mantenimiento, creación y actualización. El mantenimiento de los directorios temáticos se lleva a cabo por equipos de profesionales y especialistas en información sectorial, de tamaño variable, generalmente procedentes del campo de la bibliografía, fuentes y recursos de información y de los servicios de información bibliográfica de bibliotecas universitarias y especializadas.
- Oferta de servicios. Se permite la participación de usuarios por medio de listas de e-mail, foros de discusión, agentes de eventos, etc., aportando sus propios recursos seleccionados y acordes con los criterios del Portal, buscando un entorno de participación de valor añadido.[1]
- Visualización. La comprensión de los resultados aportados por los DTE sigue dos modos: la navegación hipertextual y la formulación de ecuaciones de búsqueda. La metáfora visual empleada por la mayoría de los DTE analizados es el registro textual genérico de una base de datos bibliográfica, aunque se aprecian diferentes niveles de detalle.[1]
- Incorporación de hipervínculos. Los DTE pueden y deben usar hipervínculos para dirigir a los usuarios directamente desde los registros de un catálogo automatizado a los propios recursos electrónicos en sí mismos, a pesar de la inestabilidad y falta de actualización de muchos sitios web.

## Criterios de calidad
Como criterios de calidad el aspecto que más sobresalía era el proyecto europeo DESIRE, (Development of a European Service for Information on Research and Education) el cual pretendía asentar ciertos puntos fundamentales para que los directorios temáticos tuvieran la calidad necesaria como para solucionar de manera eficiente las necesidades de los usuarios. En octubre de 1999, DESIRE publicó el "Information Gateway Handbook" una guía para bibliotecas interesadas en la creación de directorios temáticos a gran escala propios. Sin embargo así como los directorios a los que acompañaban el proyecto DESIRE acabó desapareciendo.  De esta manera, el proyecto DESIRE proponía los siguientes criterios:
- Adecuación a la materia.
- Calidad de la información proporcionada por el recurso.
- Comprensión del contenido.
- Exclusividad del recurso.
- Utilización de estándares reconocidos.
- Accesibilidad en internet.
- Exclusión de recursos con información ilegal, publicidad, de acceso limitado, etc.
- Herramientas para indexar y catalogar servidores de información.
- Herramientas para la gestión y mantenimiento de servidores de información.
- Demostración y evaluación de herramientas y técnicas para la captura de información y acceso seguro a servidores de información.
- Información de fondo para desarrolladores de sistemas de información en red.
- Materiales de entrenamiento.

## Estructura general
A pesar de la especialización de estos directorios temáticos, no dejan de ser de ámbito generalista y de información para un grupo de usuarios con conocimientos básicos. Es por eso que la estructura que suelen poseer los directorios son interfaces sencillos e intuitivos, los cuales se dividen en subtemas del mismo peso informativo para poder localizar mejor la información. Generalmente suelen estructurarse mediante pestañas las cuales se encuentran ramificadas siguiendo un esquema jerárquico dentro de  un mismo tema concreto.
Los directorios temáticos especializados emplean una tecnología sencilla y barata ya que utilizan menos recursos informáticos que otros recursos, pero, requieren más mano de obra humana y mantenimiento, ya que deben contar con editores que visitan, analizan y clasifican los distintos sitios web. También es muy común un cajetín de búsqueda para recuperar la información de manera eficaz dependiendo de las necesidades de los usuarios.

## Ventajas y desventajas
Ventajas:
- Son muy útiles para emprender una búsqueda en un área temática especializada.
- Permiten obtener de forma más sencilla los links de las páginas que tengan la información requerida.
- Permiten encontrar en primera instancia las páginas más importantes con respecto al tema.
- Ofrecen una gama de páginas especializadas, exclusivamente en ese tema.
- Facilidad de uso, la información está mejor estructurada (jerarquía temática).
- Información elaborada por especialistas. Calidad frente a cantidad. Información menos amplia pero más selectiva, por tanto el usuario invertirá menos tiempo en encontrar la información relevante.[6]

Desventajas:
- A diferencia de los directorios generalistas, los especializados sólo abordan un área específica del conocimiento.
- El número de páginas entre las que se realizan las búsquedas es limitado.
- Al obtener una selección "filtrada", puede haber páginas que nos interesen y que el editor del directorio temático haya decidido excluir.
- Las páginas están menos actualizadas.
- No catalogan tantas direcciones como un motor de búsqueda.[7]

## Ejemplos de directorios temáticos especializados
A continuación se expone un listado de directorios temáticos especializados en diversos temas, que pueden ser de interés ya que aún se encuentran activos.
- AERADE: Proporciona acceso integrado a las principales fuentes de información aeroespacial y de defensa.

- Art History Resources: Enlaces a recursos de historia del arte de todo el mundo.

- Artchive: Enlaces a movimientos artísticos, artistas e imágenes.

- Artsource: Recursos en red sobre arte y arquitectura.

- EDWEB: El propósito de este hiper libro es explorar los mundos de la reforma educativa y tecnología de la información.

- EEVL: Proporciona acceso a recursos de calidad sobre ingeniería en Internet.

- iLove Language: Una guía para sitios web relacionados con el idioma.

- InfoLaw: Para todos los que practican o tratan con el sistema jurídico del Reino Unido, es el más antiguo  portal web legal del Reino Unido, reconocido por su concisión y facilidad de uso.

- The Math Forum: Es una biblioteca de matemáticas en Internet.

- Physicsweb: Recursos en línea de la física.

- psci-com: Ofrece acceso gratuito a un catálogo de sitios de Internet que cubre la participación pública en la ciencia, la comunicación científica y la interpretación de la ciencia en la sociedad.

- Psych Web: Contiene información relacionada con la psicología para estudiantes y maestros de psicología.

- World Wide Art Resources: Esta es la puerta de entrada para las artes en línea, artistas, museos, galerías, arte de calidad, historia del arte, artes, educación, antigüedades, danza, teatro, etc.